# Ескино (Удмуртия)
Е́скино  — деревня в Глазовском районе Удмуртии в составе сельского поселения Понинское.

## География
Находится на расстоянии примерно 13 км на север-северо-восток по прямой от центра района города Глазов. 

## История
Известна с 1811 года как починок. Работали колхозы «Луч», «Ескино», совхоз «Понинский». В 1905 году здесь (починок Ескинский) отмечено было дворов 13 и жителей 97, в 1924 (Ескино) 17 дворов и 84 жителя (тогда все жители были русские). Образовался как выселок из села Понино .

## Население
Постоянное население  составляло 37 человек (удмурты 76%) в 2002 году, 24 в 2012.